# Segell de Zvenígorod
El segell de Zvenígorod, a voltes sobrenomenat El rei persa i els enemics derrotats, és un segell cilíndric amb escriptura persa antiga, fet de calcedònia, de 2,8 cm x 1,2 cm, que es troba en el Museu de l'Hermitage de Sant Petersburg, Rússia,  des del 1930, quan el compraren per a una col·lecció privada. Va ser adquirit a Kertx, i n'hi ha constància per primera vegada en Compte rendu de la Commission Impériale Archéologique pour l'Année 1881.

## Contingut
El cilindre conté la figura d'un rei de reis aquemènida que sosté amb una mà un pres agenollat i li clava una llança subjecta amb l'altra mà. El pres agenollat duu una corona egípcia. Darrere del monarca hi ha quatre presoners més amb una corda al coll, que sosté el mateix rei. La roba és semblant a la dels egipcis que apareixen en els relleus de Naqsh-e Rostam. L'escena es refereix, per tant, a l'antic Egipte i relata un acte de conquesta o la repressió d'una rebel·lió per part d'un rei aquemènida. Sembla que el segell represente un rei o un heroi persa clavant la llança a un faraó, mentre sosté altres quatre presoners vençuts amb una soga.

## Identificació
Els personatges del cilindre no tenen nom, i això dificulta la identificació d'almenys les dues figures principals. De fet, el Museu de l'Hermitage no en dona cap identificació, però el data del finals del segle V abans de la nostra era i principis del segle IV ae. S'ha intentat, però, identificar, si més no, el governant aquemènida. El 1903, Gaston Maspero va suggerir que l'escena representa Darios el Gran (r. 522–486 ae) bregant amb alguns rebels. El 1940, Richard Arthur Martin creia que el nom de dos dels governants podien ser Artaxerxes I (r. 465–424 ae) i el derrotat Inaros. El 1979, Muhammad Dandamayev va optar-ne per Artaxerxes II (r. 405/4-359/8 ae). El 1992, Shapur Shahbazi suggerí que el governant podria haver estat Artaxerxes III de Pèrsia (r. 359/8-338 ae).

## Segells semblants
Una escena quasi idèntica apareix en un altre cilindre de Calcedònia, conservat en el Museu Metropolità d'Art, però amb una datació més primerenca (segles VI-V abans de la nostra era). Tampoc en aquest cas hi ha inscripcions que permeten identificar-ne els personatges.
Se'n coneix un segell prou semblant amb la inscripció «Soc Artaxerxes, el Gran Rei» en cuneïforme (el Segell cilíndric d'Artaxerxes de Moscou): es mostra el rei aquemènida duent els captius egipcis amb una corda, però la figura agenollada del faraó està absent i se substitueix per una inscripció en persa antic. La inscripció suggeriria que el rei del segell és Artaxerxes III, que va conquerir Egipte, o més probablement Artaxerxes I, que va sufocar una rebel·lió a Egipte, per l'execució més aviat rígida del gravat, que indica una data primerenca d'elaboració, probablement més propera a l'època de Darios I.

El segell presenta moltes semblances amb el segell de Darios I, tant en el tractament prou rígid de les figures com en la composició del segell. Per això, la fabricació del segell de Zvenígorod podria atribuir-se a un període prou pròxim al de Darios, la qual cosa afavoriria una atribució a Artaxerxes I.(4)

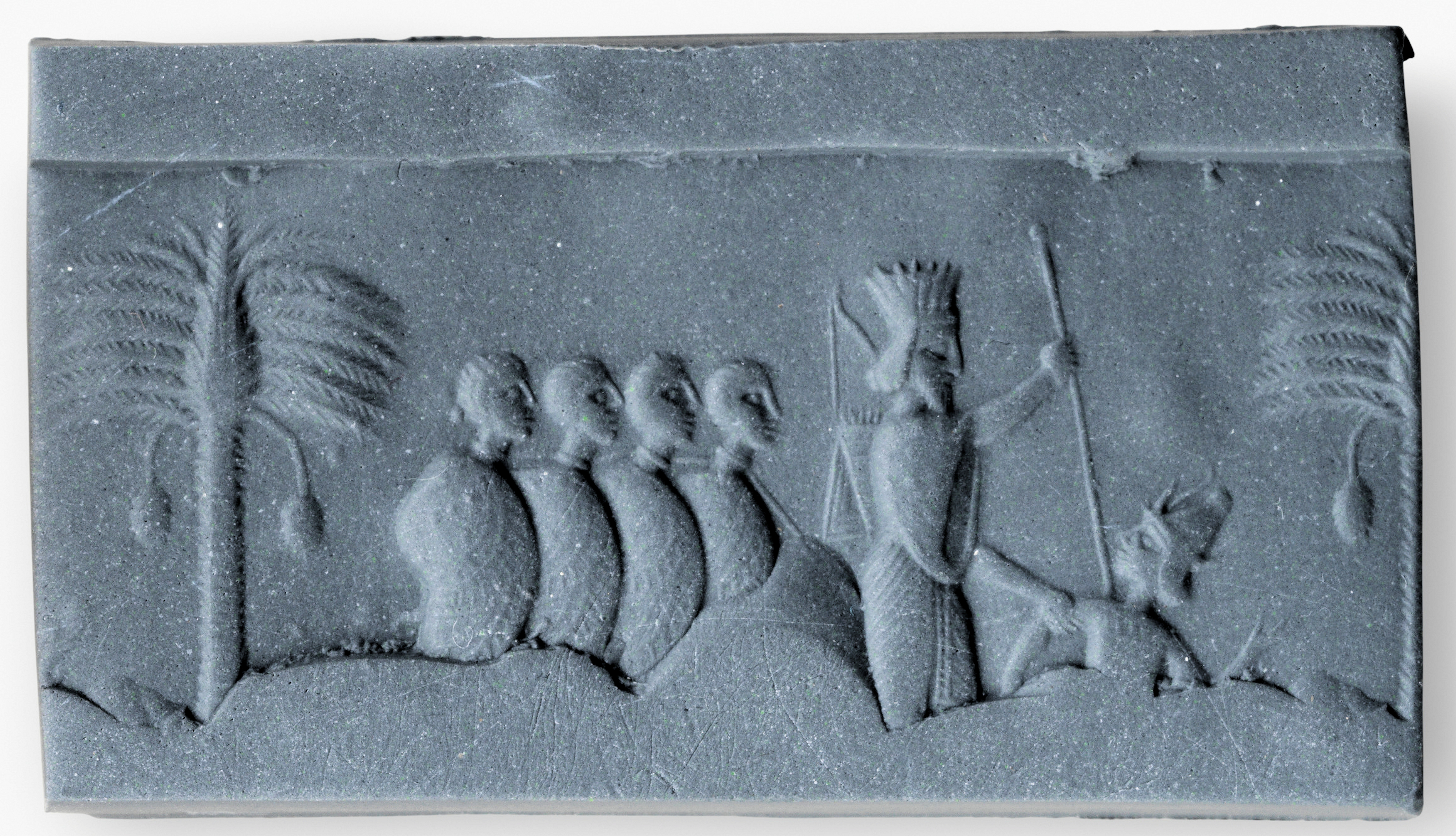
Escena semblant del Museu Metropolità d'Art (Acc. No. 1999.325.114)
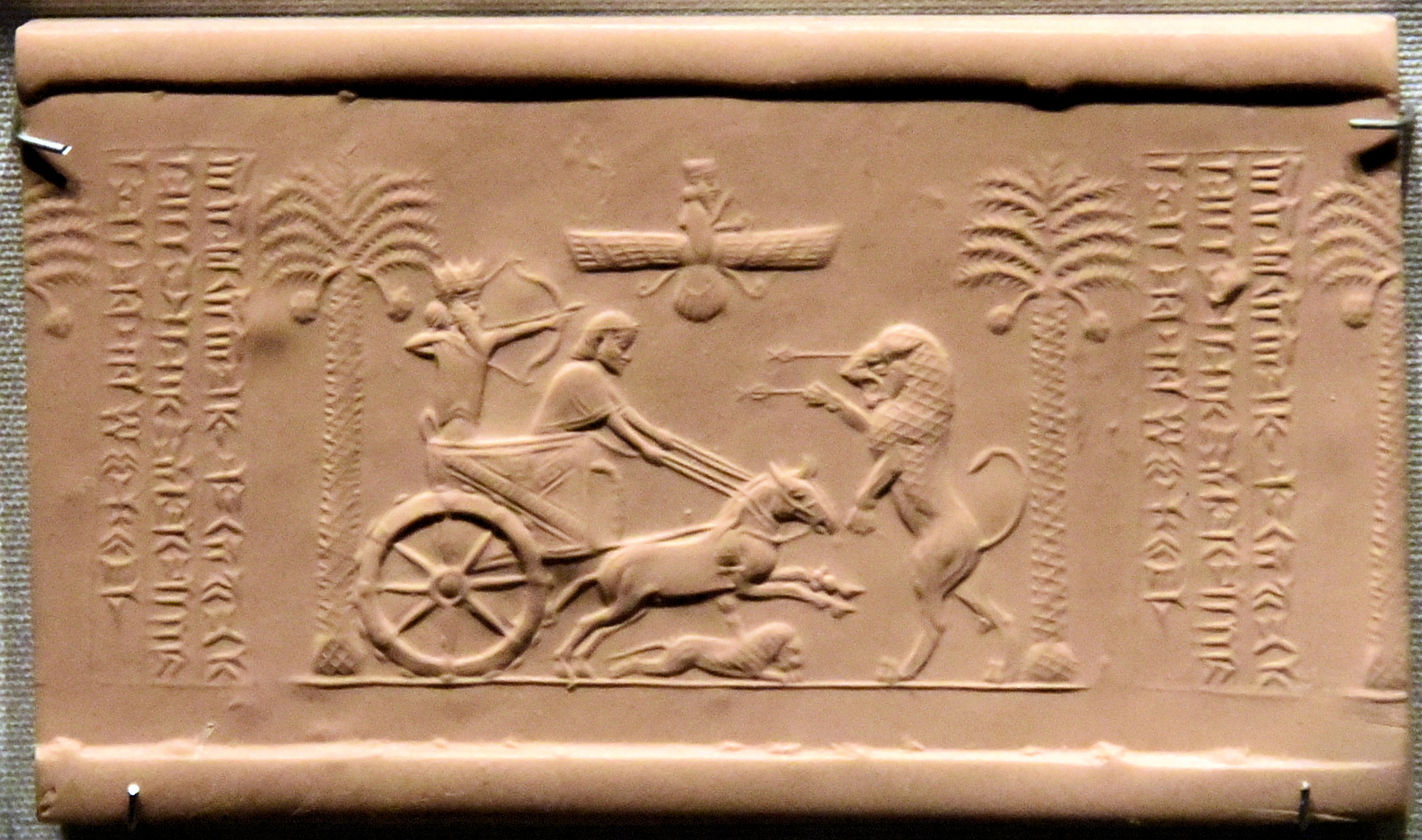
Segell de Darios I. Museu Britànic